# (11009) Sigridclose
(11009) Sigridclose est un astéroïde de la ceinture principale.

## Description
(11009) Sigridclose est un astéroïde de la ceinture principale. Il fut découvert le 1er mars 1981 à l'Observatoire de Siding Spring par Schelte J. Bus. Il présente une orbite caractérisée par un demi-grand axe de 2,70 UA, une excentricité de 0,17 et une inclinaison de 12,9° par rapport à l'écliptique.